# Menou
Menou är en kommun i departementet Nièvre i regionen Bourgogne-Franche-Comté i de centrala delarna av Frankrike. Kommunen ligger i kantonen Varzy som tillhör arrondissementet Clamecy. År 2022 hade Menou 182 invånare.

## Befolkningsutveckling
Antalet invånare i kommunen Menou
| Referens: INSEE |